# Specioza Kazibwe
Specioza Naigaga Wandira Kazibwe (Iganga, 1 de julio de 1955) es una cirujana y política ugandesa. También se la conoce como "Nnalongo", debido a sus hijas gemelas. Fue vicepresidenta de Uganda de 1994 a 2003. Fue la primera mujer en África en ocupar el cargo de vicepresidenta de una nación soberana. En agosto de 2013, fue nombrada por el Secretario General de las Naciones Unidas, Ban Ki-Moon, como Enviada Especial de las Naciones Unidas para el VIH/SIDA en África.

## Biografía
Specioza Kazibwe nació en el distrito de Iganga el 1 de julio de 1955. Asistió a Mount Saint Mary's College Namagunga, un internado de escuela secundaria para mujeres de la Iglesia Católica. En 1974 ingresó en la Facultad de Medicina de la Universidad de Makerere, donde estudió medicina y se graduó en medicina y cirugía en 1979. Más tarde obtuvo la maestría en Medicina, también de la Facultad de Medicina de la Universidad de Makerere, especializada en Cirugía General. En 2009, recibió el título honorífico de Doctor en Ciencias (SD), por la Facultad de Salud Pública de Harvard.

### Carrera política
Kazibwe comenzó su carrera política como miembro de las alas juveniles y femeninas del Partido Democrático de Uganda. Ganó su primera elección como líder de la aldea, en el boleto del Movimiento de Resistencia Nacional (NRM) en 1987. Más tarde fue elegida Representante de Mujeres para el Distrito de Kampala y se convirtió en Presidenta del Comité Asesor para la campaña electoral de Yoweri Museveni. 
Comenzó a trabajar en la administración de Museveni en 1989, cuando fue nombrada Viceministra de Industria, cargo que ocupó hasta 1991. Desde ese año hasta 1994, se desempeñó como Ministra de Género y Desarrollo Comunitario. Fue miembro de la Asamblea Constituyente que redactó la nueva constitución de Uganda en 1994. Dos años después, en 1996, fue elegida miembro del Parlamento para la circunscripción de Kigulu South en el distrito de Iganga. Desde 1994 hasta 2003, Specioza Kazibwe se desempeñó como Vicepresidenta de Uganda y como Ministra de Agricultura, Industria Animal y Pesca. 
Kazibwe ha defendido a las mujeres desde su posición política. En colaboración con la Organización para la Unidad Africana y la Comisión Económica de las Naciones Unidas para África, fundó el Comité de Mujeres Africanas para la Paz y el Desarrollo (AWCPD) en 1998; una organización que ella presidió. El objetivo del AWCPD es ayudar en la participación de las mujeres en los procesos de paz y desarrollo en el continente. Kazibwe también ha sido presidenta o miembro de varios grupos como Senior Women's Advisory Group on the Environment, Uganda Women Entrepreneurs Association Limited, Uganda Women Doctors Association y Agri-Energy Roundtable Uganda (AER/U) 
Kazibwe presidió la conferencia inaugural de la AER/Uganda el 25 de noviembre de 1991 en el Kampala Sheraton y también sirvió en el Comité de Honor de la Mesa Redonda de Agri-Energía (AER) durante varios años, obteniendo un amplio reconocimiento. En 1998, la Organización de las Naciones Unidas para la Agricultura y la Alimentación (FAO) le otorgó la "Medalla Ceres" por su "contribución a la seguridad alimentaria y la erradicación de la pobreza".

## Vida personal
En abril de 2002, Kazibwe solicitó el divorcio, aduciendo ser víctima de violencia doméstica. La poligamia y el maltrato a las cónyuges son relativamente comunes en Uganda, pero el divorcio no. Su esposo se opuso, citando su fe católica y diciendo que ella había llegado tarde a casa sin dar una explicación adecuada, y se había unido a otros políticos que no le gustaban. Encontrando difícil cumplir con sus deberes políticos y lidiar con el caso de divorcio, el miércoles 21 de mayo de 2003, Kazibwe renunció a sus cargos en el gobierno y pidió que se le permitiera continuar sus estudios. Completó un doctorado en la Universidad de Harvard. Tiene cuatro hijos, incluidos gemelos de su primer matrimonio y ha adoptado a varios otros.